# 에카테펙데모렐로스

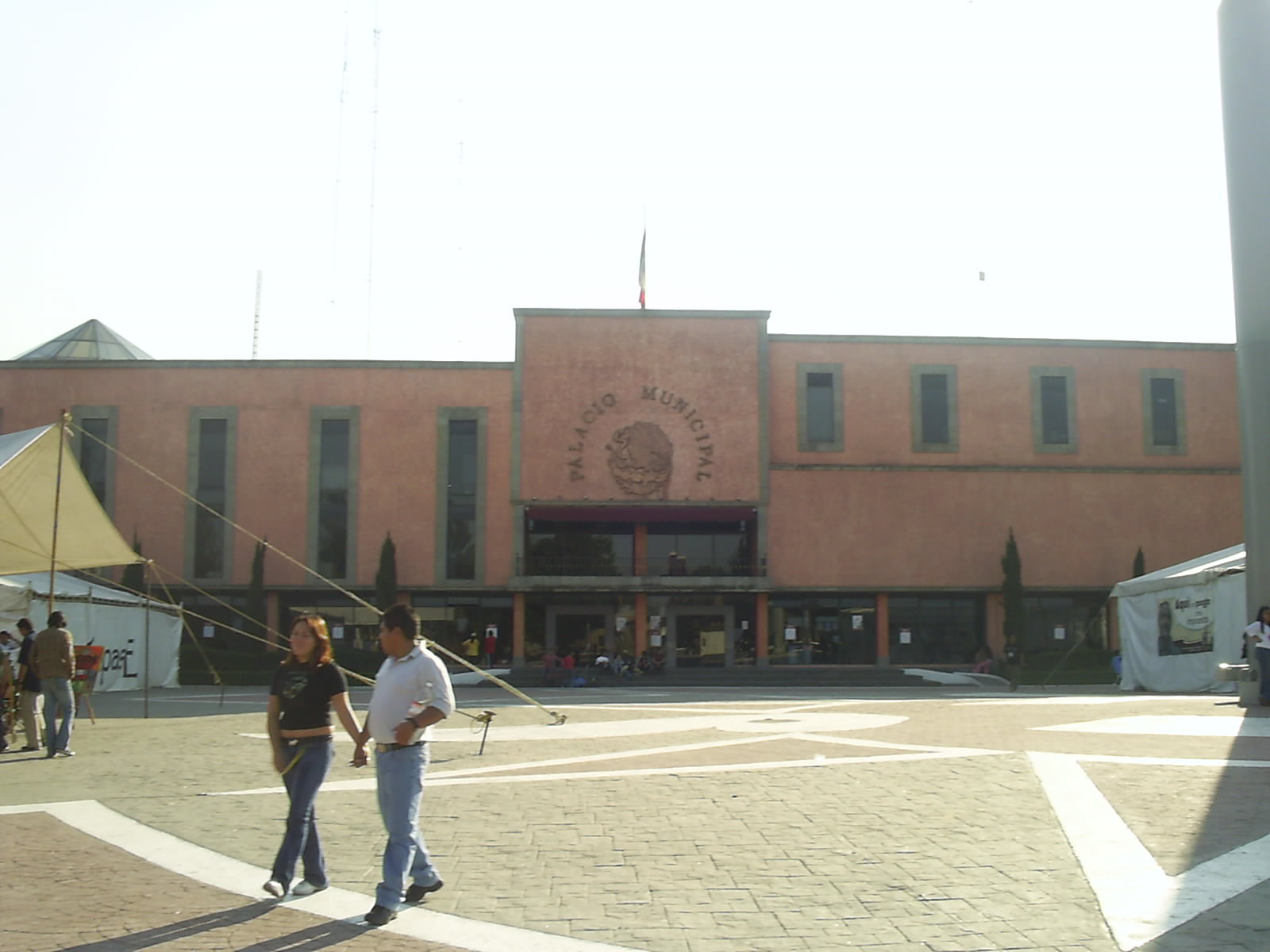
에카테펙데모렐로스

에카테펙데모렐로스(Ecatepec de Morelos), 줄여서 에카테펙은 멕시코 멕시코주의 도시로, 인구는 1,658,806 명이며 멕시코에서 두 번째로 인구가 많다.